# Бульчіаго
Бульчіаго, Бульчіаґо (італ. Bulciago) — муніципалітет в Італії, у регіоні Ломбардія, провінція Лекко.
Бульчіаго розташоване на відстані близько 500 км на північний захід від Рима, 33 км на північ від Мілана, 15 км на південний захід від Лекко.
Населення — 2942 особи (2014).
Щорічний фестиваль відбувається 27 грудня. Покровитель — San Giovanni Evangelista.

## Демографія
Населення за роками:

Станом на 1 січня 2023 року в муніципалітеті офіційно проживали 352 іноземці з 37 країн, серед них 13 громадян країн Євросоюзу та 20 громадян України.

## Сусідні муніципалітети
- Барцаго
- Кассаго-Бріанца
- Коста-Мазнага
- Кремелла
- Гарбаньяте-Монастеро
- Нібйонно